# Eruguera cuallarga
L'eruguera cuallarga (Lalage leucopyga) és una espècie d'ocell de la família dels campefàgids (Campephagidae). Habita els boscos de les Illes Salomó sud-occidentals de San Cristobal i Ugi. Illes Torres i Banks; Vanuatu. Nova Caledònia. Antany a Norfolk.